# 結城広綱
結城 広綱（ゆうき ひろつな）は、鎌倉時代中期の武士・御家人。下総結城氏第3代当主。
通称は三郎（『吾妻鑑』）、上野大夫判官。官位は、六位・兵衛尉、左衛門尉・検非違使、上野介、従五位下。

## 生涯
第2代当主・結城朝広の子として誕生。母は安保実光の娘。生年については、承久3年（1221年）と安貞元年（1227年）の二説がある。
『吾妻鏡』では、建長2年（1250年）から文永3年（1266年）の間に名が見える。建長6年（1254年）、祖父で結城氏初代の朝光が死去。そのとき、広綱の父・朝広は65歳で、翌建長7年（1255年）11月には広綱に家督を譲っている。
正嘉元年（1257年）7月、検非違使に任ぜられ、「上野大夫判官」と称した。同時期、ともに検非違使だったのは足利家氏、二階堂行氏、二階堂行有など、東国の有力御家人だった。文応元年（1260年）9月28日、上野介に任ぜられた。
弘安元年（1278年）6月23日（「結城御代記」）、死去した。家督は時広が継いだ。
墓所は父・朝広や祖父・結城朝光、子・時広と同じ称名寺（結城称名寺）である。また、新福寺の寺伝によれば、文永年間に長楽寺（新福寺の前名）の開基となり、念仏宗に帰依したとされている。法名は新福寺殿教阿弥陀仏と伝わる。

## 婚姻関係
妻は、二階堂行忠の娘、小田泰知の娘。
- 「結城系図」（「結城小峯文書」所収）[9]
  - 二階堂行忠の娘
    - 時広[8]
    - 小田川泰親[注 1]

  - 小田泰知の娘
    - 小萱重広[10]